# Phyllopezis andina
Phyllopezis andina är en svampart som beskrevs av Petr. 1949. Phyllopezis andina ingår i släktet Phyllopezis, ordningen disksvampar, klassen Leotiomycetes, divisionen sporsäcksvampar och riket svampar.   Inga underarter finns listade i Catalogue of Life.